# 大木聡
大木 聡（おおき さとし、1960年4月2日 - 2012年6月12日）は、日本の俳優。旧芸名は岡田圭。本名は池田聡。血液型はB型。俳優大木実の三男。東京都出身。立教大学観光学部卒業。

## 出演

### 映画
- 女帝 春日局（1990年） - 小早川秀秋

### テレビドラマ
- 長七郎江戸日記「葵と紫陽花」
- NHK大河ドラマ
  - 武田信玄（1988年） - 柴田勝家※デビュー作[2]
  - 琉球の風（1993年） - 向朝仲
  - 北条時宗（2001年） - 島津久経
- 大忠臣蔵（1989年、テレビ東京 / 松竹） - 片岡源五右衛門
- 月影兵庫あばれ旅 第1シリーズ 第1話「消えた姫君を追え!（前編）」（1989年、テレビ東京 / 松竹） - 岡島忠衛門
- 京都サスペンス「美しき殺意」（1989年、関西テレビ / 映像京都）
- 土曜ワイド劇場（テレビ朝日）
  - 牟田刑事官事件ファイル
    - 第15作「神戸横浜 港町連続殺人」（1991年9月28日）
    - 第22作「関門海峡〜横浜 連続殺人にナゾの女!」（1996年11月9日）
- 天までとどけ 第1 - 6シリーズ（1991年 - 1997年、TBS） - 小学校の先生（第1シリーズ）、森村記者（第2 - 6シリーズ）
- 暴れん坊将軍IV 第43話「戦慄!狙われた養生所」（1992年、テレビ朝日 / 東映） - 秋山誠之助
- 水戸黄門（TBS / C.A.L）
  - 第21部
    - 第3話「頑固比べで縁結び -小浜-」（1992年4月20日） - 佐吉 ※父・大木実と親子役でゲスト共演
    - 第23話「母の秘密は卍の入れ墨 -敦賀-」（1992年9月7日） - 新太郎

  - 第22部 第22話「出雲の蕎麦は恋の味 -出雲-」（1993年10月11日） - 幸助
  - 第23部 第29話「葵の印籠が盗まれた!? -宇和島-」（1995年2月27日） - 仙次郎
  - 第37部 第1話「将軍御落胤の野望 -館林-」（2007年4月9日） - 岩瀬勘六
  - 第40部 第1話「陰謀暴き、いざ北へ!終わりなき世直しの旅 -水戸・江戸-」（2009年7月27日） - 松田新兵衛
  - 第43部 第7話「家族愛にまさる宝なし -藤枝-」（2011年8月15日） - 町奉行
- 火曜サスペンス劇場 （NTV）
  - 「小京都ミステリー7 薩摩恋人形殺人事件」（1992年、大映テレビ）
  - 「盲人探偵・松永礼太郎6 狙撃」（1996年）
- 喧嘩屋右近 第3シリーズ 第1話「花のお江戸でよろずもめごと引き受け候 女房の取り戻し方教えます」（1994年、TX / 松竹）
- 名奉行 遠山の金さん （ANB / 東映）
  - 第3シリーズ SP3「江戸は燃えているか! 加賀百万石の陰謀」（1990年） - 杉村
  - 第7シリーズ 第17話「また男が死ぬ!私は疫病神の女」（1996年） - 三河屋清之助
- 慶次郎縁側日記（2004 - 2006年） - 庄野玄庵 役
- 剣客商売 第5シリーズ 第7話「新妻」（2004年、CX / 松竹） - 大森
- 銭形平次 (村上弘明版) 第2シリーズ 第4話「涙の絆!罠に堕ちた万七一家!!」（2005年、テレビ朝日）- 下部良順